# Paolo Prodi
Paolo Prodi (* 3. Oktober 1932 in Scandiano; † 16. Dezember 2016 in Bologna) war ein italienischer Historiker.

## Leben und Wirken
Paolo Prodi entstammte einer alteingesessenen Familie aus der Reggio Emilia. Er wurde als das dritte von neun Kindern geboren. Sein Vater war Ingenieur, die Mutter eine Lehrerin. Zu seinen Brüdern zählten der Politiker Romano Prodi, der Mathematiker Giovanni Prodi und der Physiker Vittorio Prodi.
Großen Einfluss übte bereits in frühen Jahren Giuseppe Dossetti auf ihn aus. Mit einem Stipendium studierte er seit 1950 Geschichte, Politologie und Sozialwissenschaften an der Katholischen Universität Mailand. Das Studium beendete er 1954 mit einer Laurea in Geschichte. An der Mailänder Universität war er von 1955 bis 1960 Assistente volontario für Neuere Geschichte. In Paris lernte er 1956 die neue historische Richtung der Annales kennen. Über Dossetti kam er mit dem marxistischen Ideenhistoriker Delio Cantimori und dem katholischen Theologen Hubert Jedin in Kontakt. Bei Jedin in Bonn verbrachte er 1957/58 mit einem Humboldt-Stipendium ein Jahr. Prodi erwarb 1960 die libera docenza, die mit der Stellung eines Privatdozenten im deutschsprachigen Raum vergleichbar ist.
Von 1962 bis 1968 lehrte er an der Universität Bologna als Professor für moderne Geschichte. Seit 1968 war er Professore straordinario (außerordentlicher Professor), ab 1971 ordinario an der Fakultät in Bologna und schon 1969 Dekan dieser Fakultät. Von 1970 bis 1974 war er Leiter des Ufficio studi e programmazione. Im Jahr 1972 nahm er einen Ruf auf einen Lehrstuhl für moderne Geschichte an der soziologischen Fakultät der Universität Trient an. Von 1973 bis 1977 war er dort als Rektor tätig. Von 1977 bis 1980 war er Neuhistoriker an der pädagogischen Fakultät der Universität Rom und von 1980 bis 1983 an der Philosophischen Fakultät in Bologna. Er war 1978/79 Fellow des Woodrow Wilson International Center for Scholars. Von 1983 bis 1988 hatte er einen Lehrstuhl an der Universität Trient inne. Prodi war Mitbegründer und von 1985 bis 1988 Dekan der Philosophischen Fakultät. Von 1988 bis 2004 hatte er einen Lehrstuhl für moderne Geschichte an der Universität Bologna inne.
Im Jahr 1973 gründete er in Trient mit Hubert Jedin das Istituto storico italo-germanico. Bis 1997 blieb er Direktor des italienisch-deutschen historischen Instituts. Eine enge Zusammenarbeit ergab sich dabei mit Wolfgang Reinhard. Mit ihm führte er gemeinsam die Studienwoche „Il concilio di Trento e il moderno“ von 1995 durch. Von der Democrazia Cristiana trennte er sich 1992 wegen deren Beziehungen zur Mafia. Für 126 Tage war er als Abgeordneter für La Rete in der Camera dei deputati tätig.
Grundlegend für die Erforschung der politischen Beziehungen der Stadt Bologna zur römischen Kurie im 16. Jahrhundert waren die Arbeiten Prodis zum Kardinal Gabriele Paleotti. In den Jahren 1959 und 1967 konnten die beiden Bände seiner Untersuchung über den Kardinal erscheinen. Die beiden Bände bildeten den Ausgangspunkt für Prodis bahnbrechende Studien zu Papsttum und Katholizismus in der nachtridentinischen Zeit. Zum Beginn des Zweiten Vatikanischen Konzils brachte er 1962 zusammen mit Giuseppe Alberigo, Pèriclés-Pierre Joannou und Claudio Leonardi den Sammelband Concilium  Oecumenicorum Decreta heraus. Prodi erforschte die „Verstaatlichung“ des Papsttums vom 15. bis zum 17. Jahrhundert anhand von Selbstdarstellung und Theorie, Recht und Institutionen, internationale Politik und Kirchenwesen. Nach Prodis Forschungen wurden im Kirchenstaat moderne Staatlichkeit und Absolutismus in stärkerem Ausmaß umgesetzt als in anderen zeitgenössischen Gemeinwesen.
Prodi war Forschungsstipendiat des Historischen Kollegs München im Kollegjahr 1990/1991. Das im Juli 1991 abgehaltene Kolloquium widmete sich Treueformeln, Glaubensbekenntnissen und Sozialdisziplinierung zwischen Mittelalter und Neuzeit. Im Jahr 1992 erschien sein Hauptwerk Il sacramento del potere. Il giuramento politico nella storia costituzionale dell’occidente. Die Arbeit erschien 1997 in deutscher Übersetzung (Das Sakrament der Herrschaft. Der politische Eid in der Verfassungsgeschichte des Okzidents). An die Forschungen Prodis zum Eid knüpfte ein Trentiner Seminarzyklus von 1993 an und führte die Diskussion interdisziplinär fort. Prodis Arbeiten zum Doppelcharakter der päpstlichen Herrschaft wurden ebenso wie seine Arbeit zum Bologneser Reformbischof und Kardinal Gabriele Paleotti nicht in die deutsche Sprache übersetzt, hingegen stießen seine Arbeiten zur Entwicklung der europäischen Rechtskultur auch in Deutschland auf eine vielfältige Rezeption. Er veröffentlichte 2000 eine Geschichte der Gerechtigkeit (Una storia della giustizia), die 2003 in deutscher Übersetzung erschien.
Prodi war aufgrund seiner Forschungen ein vielfach geehrter Wissenschaftler. Er wurde korrespondierendes Mitglied der philosophisch-historischen Klasse im Ausland der Österreichischen Akademie der Wissenschaften (seit 1986), war korrespondierendes Mitglied der Accademia Nazionale dei Lincei (seit 2000), der Accademia delle Scienze di Vienna, der Ateneo Veneto, der Deputazione di storia patria per le Province di Romagna und der Giunta centrale per gli studi storici. Er war Mitglied der Vereinigung für Verfassungsgeschichte.
Ihm wurden der Premio Bonavera dell’Accademia delle scienze di Torino, der Premio Chabod dell’Accademia dei Lincei, der Premio A. C. Jemolo per la storia del diritto canonico und der Humboldt-Forschungspreis (2007) verliehen. Er wurde auch mit dem Verdienstorden der Italienischen Republik (Grande Ufficiale, 1975), dem Bundesverdienstkreuz 1. Klasse (1992) und dem Österreichischen Ehrenkreuz für Wissenschaft und Kunst (1994) ausgezeichnet.

## Schriften
Monographien
- Settimo Non rubare. Furto e mercato nella storia dell’Occidente. Soc. Ed. Il Mulino, Bologna 2009, ISBN 978-88-15-13074-7.
- Una storia della giustizia. Dal pluralismo dei fori al modemo dualismo tra coscienza e diritto. Il Mulino, Bologna 2000, ISBN 88-15-07349-3.
  - Eine Geschichte der Gerechtigkeit. Vom Recht Gottes zum modernen Rechtsstaat. Aus dem Italienischen von Annette Seemann. Beck, München 2003, ISBN 3-406-49519-2.
- Der Eid in der europäischen Verfassungsgeschichte (= Schriften des Historischen Kollegs. Vorträge. Bd. 33). Stiftung Historisches Kolleg, München 1992 (online).
- Il Sovrano Pontefice. Un corpo e due anime. La  monarchia papale nella prima età moderna (= Annali dell’Istituto Storico Italo-Germanico in Trento. Bd. 3). Mulino, Bologna 1982.
- Il cardinale Gabriele Paleotti (1522–1597). 2 Bde. Edizioni di Storia e Letteratura, Rom 1959/67.

Herausgeberschaften
- Glaube und Eid. Treueformeln, Glaubensbekenntnisse und Sozialdisziplinierung zwischen Mittelalter und Neuzeit (= Schriften des Historischen Kollegs. Kolloquien. Bd. 28). Oldenbourg, München 1993, ISBN 978-3-486-55994-1 (online).
- Disciplina dell’anima, disciplina del corpo e disciplina della società tra medioevo ed età moderna (= Annali dell’Istituto Storico Italo-Germanico in Trento. Quaderni. Bd. 40). Il Mulino, Bologna 1994, ISBN 88-15-04805-7.
- mit Wolfgang Reinhard: Das Konzil von Trient und die Moderne [Italienisch-Deutsches Historisches Institut in Trient, 38. Studienwoche, 11.–15. September 1995] (= Schriften des Italienisch-Deutschen Historischen Instituts in Trient. Bd. 16). Duncker & Humblot, Berlin 2001, ISBN 3-428-10641-5.

Aufsatzsammlung
- Arte e pietà nella Chiesa tridentina. Il Mulino, Bologna 2014, ISBN 978-88-15-25110-7 (enthält Aufsätze, die zwischen 1962 und 2006 entstanden sind).